# كوجي أوياما
كوجي أوياما (باليابانية: 青山浩二؛ بالكانا: あおやま こうじ) هو لاعب كرة قاعدة ياباني، ولد في 12 أغسطس 1983 في هاكوداته في اليابان.

## وصلات خارجية
- كوجي أوياما على موقع الدوري الياباني لكرة القاعدة (الإنجليزية)
- كوجي أوياما على موقعبيزبول رفرنس.كوم (الدوري الثانوي) (الإنجليزية)